# Zonajos
Zonajos (II lub III wiek n.e.) – grecki pisarz, epistolograf. Według Księgi Suda był autorem Listów wiejskich